# Поперечнополосатый усач
Усач поперечнополосатый, или дровосек дубовый изогнутоперевязанный (лат. Plagionotus arcuatus) — вид жуков-усачей из подсемейства настоящих усачей. Распространён в Европе, Закавказье, Северной Африке, Турции и северном Иране. Длина тела взрослых насекомых 8—20 мм. Кормовыми растениями личинок являются различные широколиственные деревья: дуб, клён, лещина, липа и др.